# Cmentarz żydowski w Działoszynie
Cmentarz żydowski w Działoszynie – nieogrodzony kirkut znajdujący się przy obecnej ul. Niecałej zajmujący powierzchnię 0,9 ha, na której, wskutek dewastacji, nie zachowały się żadne nagrobki. Data powstania nekropolii pozostaje nieznana.